# Collins Aerospace
Collins Aerospace ist ein US-amerikanisches Unternehmen und gehört zu Raytheon Technologies. Es entstand 2012 unter dem Namen UTC Aerospace Systems durch die Fusion von Hamilton Sundstrand mit Goodrich. Hamilton Sundstrand entstand seinerseits 1999 durch einen Zusammenschluss von Hamilton Standard und der Sundstrand Corporation.
Der Schwerpunkt von Collins Aerospace liegt in der Fertigung verschiedener Komponenten für den Betrieb von Flugzeugen. Es werden Generatoren zur Stromerzeugung, ebenso wie die digitalen Regler für moderne Triebwerke gefertigt. Collins Aerospace liefert schon vor 2022 auch die Raumanzüge der NASA. Auch die Integration verschiedener Systeme zur kompletten Vernetzung innerhalb eines Flugzeuges bietet es als Systemlieferant an, dadurch ist Collins in vielen Flugzeugen mit verschiedenen Systemen präsent, unter anderem gehören Boeing, Airbus, Bombardier und Embraer zu den Kunden.
Im Jahr 2002 wurde verkündet, dass sich Hamilton als Entwicklungspartner der Cargolifter AG engagieren und dabei um das System zur elektrischen Stromerzeugung kümmern würde.
2018 wurde UTC Aerospace Systems in Collins Aerospace umbenannt.
Am 2. Juni 2022 nach einem rund 1 Jahr dauernden Auswahlverfahren erklärte die NASA die Auftragserteilung zur Entwicklung neuartiger Raumanzüge für Astronauten an die Unternehmen Axiom Space und Collins Aerospace, die Anzüge könnten voraussichtlich 2025 getestet werden.
Am 26. Juni 2024 teilte die NASA mit, dass der Vertrag zur Entwicklung der Anzüge im gegenseitigen Einvernehmen aufgelöst wurde, aufgrund von Verzögerungen und Nichteinhaltung der angestrebten Ziele.